# Гревенска часовникова кула
Часовниковата кула (на гръцки: Ο πύργος του ωρολογίου Γρεβενών) е една от архитектурните забележителности на западномакедонския град Гревена, Гърция.
Разположена е на улица „Етникис Антистасис“, на площад „Елефтерияс“. Кулата е строена по османско време, но няма надпис, който да установява точна дата. Кулата е хексагонална и се стеснява нагоре. В основата ѝ се редуват по три реда тухли и три реда камъни. Кулата е има серия кръгли прозорци. Часовникът е разположен в помещение с шест арки под коничен покрив с реплика на самолет най-отгоре.
Според холандския професор и изследовател на османската архитектура на Балканите Махил Кил, в Гърция са останали пет такива сгради - в Гревена, Димотика, Гюмюрджина, в Енидже Вардар и камбанарията на „Свети Николай“ в Кожани. Йоанис Ламбридис пише в книгата си от 1880 година, че Нури ага възстановява построената в 1776 година часовникова кула в Гревена, която е пострадала в 1821 година при сблъсъка на имперските армии със силите на съюзника на Али паша Вели ага. Съвременния си вид кулата придобива в 1906 година.
Кулата пострадва при земетресение в 1995 година.